# Социотехнические системы
Социотехнические системы (Sociotechnical systems (STS)) в дисциплине «Организационное развитие» научный подход к проектированию трудового процесса в аспекте взаимодействия человека и технико-технологических факторов труда. В более общем смысле термин относится к изучению взаимодействия инфраструктурных элементов общества, предметных реализаций социума, с одной стороны, и человеческого поведения, с другой стороны. Общество, социальные институты и их подструктуры также могут рассматриваться как сложные социотехнические системы.
Концепция социотехнических систем в противоположность теориям технологического детерминизма, утверждавшим одностороннее воздействие технологии на человека в процессе выполнения им трудовых операций, основывается на идее взаимодействия человека и машины. Проектирование технических и социальных условий должно осуществляться таким образом, чтобы технологическая эффективность и гуманитарные аспекты не противоречили друг другу.

## Структура
Социотехническая система образована следующими подсистемами:
- Техническая подсистема включает устройства, инструменты и технологии, преобразующие вход в выход тем способом, который улучшает экономическую эффективность организации.
- Социальная подсистема включает занятых в организации служащих (знания, умения, настрой, ценностные установки, отношение к выполняемым функциям), управленческую структуру, систему поощрений.
- Если анализировать организацию в более широком контексте, тогда в качестве факторов должны учитываться связи организации с окружающей средой — подсистема среды. Последняя включает социальные ценности, социальные и государственные институты, с которыми взаимодействует организация, другие организации, выступающие конкурентами или находящиеся в других отношениях.

Достичь высокой эффективности функционирования организации возможно оптимизируя её подсистемы и их взаимодействие — гармонизируя их работу.

## История развития социотехнического анализа
Термин предложен в 1960 годах Эриком Тристом (Eric Trist) и Фредом Эмери (Fred Emery), работавшими консультантами в Тавистокском институте человеческих отношений.
Первоначально техническая часть технической подсистемы включала инструменты, методы, и инструментарий проекта трансформации входных данных в выходные для достижения экономических целей организации, а социальная — работников всех уровней, которые взаимодействуют с системой, а также знания, умения, ценности, нужды, и настроения на рабочем месте и структуры поощрения и авторитета в организации. Позже поставщики и клиенты вместе с формальными и неформальными процессами, приносимыми ими в бизнес данной организации, были также включены в социальную подсистему.

## Виды социотехнического анализа
- PEST-анализ
- PESTLE-анализ
- ETHICS-анализ